# モンサントの不自然な食べもの
『モンサントの不自然な食べもの』（モンサントのふしぜんなたべもの）とは、マリー＝モニク・ロバンが監督した2008年のドキュメンタリー映画である。

## 概説
当初『フランス語: Le monde selon Monsanto』としてフランスで放映され、のち42か国で放送された。日本では、2008年6月14日、NHK BS1のBS世界のドキュメンタリー『アグリビジネスの巨人“モンサント”の世界戦略』の題名で放映された。
映画はロバンによる、アメリカ合衆国の農業ビジネスの巨人モンサントの世界各国での企業活動について、3年間の長期調査に基づいている。
『英語: The World According to Monsanto』もまた、マリー＝モニク・ロバンによって書かれた本で、レイチェル・カーソン賞（女性の環境保護論者のためのノルウェーの賞）及びドイツ環境メディア賞を受賞し、16か国語に翻訳された。

## あらすじ
ドキュメンタリーは、遺伝子組み換え種子とラウンドアップの利用と販売促進、ダイオキシン類のポリ塩化ビフェニル (PCBs) 、枯葉剤のオレンジ剤、及びウシ成長ホルモンをめぐる、多くの議論を報告する。
アメリカ合衆国（アニストン、アラバマ州を含む）、カナダ、インド、メキシコ、パラグアイ、イギリスおよびフランスの事例は、ドキュメンタリーによれば、企業の政治との癒着途中での指摘、圧力戦術、科学的データの抑制と操作、超法規的手法が世界の農業の支配において同社の試みを支援したことを調査された。科学者、アメリカ食品医薬品局およびアメリカ環境保護局の代表、市民社会の代表、企業活動の犠牲者、弁護士及び政治家がインタビューを受けている。
取り組まれた話題は、アニストン、アラバマ州のPCB汚染、スコットランドでの遺伝子組み換え作物 (GMOs) の採用上の科学研究の抑制、及びウシ成長ホルモン論争を含んでいる。映画は環境の悪化と、モンサントが作り出す遺伝子導入の種による、先住の土地の植民地化の戦いを通して、地球規模の食料の安全保障の悪化についての事例で構成される。